# PEX (plastmaterial)
PEX är en förkortning för plastmaterialet tvärbunden polyeten, ett material som används främst som isolationsmaterial i elektriska kraftkablar och för rör till tappvatten och värmeinstallationer. Materialet har hög isolationsförmåga och kan användas i kablar för upp till 500 kV, men förekommer också i lågspänningskablar (< 1 kV). För rörledningar uppskattas materialet främst för sin korrosionsbeständighet och för att det är lätt att installera.
Tvärbunden PE (PEX, XLPE) innebär att man förbinder polyetenets långa molekyler med kol- eller kiselatomer. Materialet blir mycket starkare och får bra termiska egenskaper, och mjuknar först vid 105-110 °C. PEX har ett brett drifttemperaturintervall, -40 till +90 °C men har även bra resistens mot kemikalier och god slithållfasthet.